# Санитетска служба ЈВуО
Санитетска служба Југословенске војске у отаџбини, била је једана од важнијих позадинских јединица легитимне Југословенске војске у отаџбини (скраћено ЈВуО) која је то постала указом дивизијског генерала Драгољуба-Драже Михаиловића 20. јануара 1942. у селу Липову у Црној Гори. Пре овога, организација ЈВуО имала је првобитно име „Команда четничких одреда”, а санитетска служба је носила назив Санитетска служба четничких одреда.

## Историја
Уништавањем Краљевине Југославије од стране Хитлерове Немачке и њених савезника, распарчавањем државне територије, српски народ не само да је изгубио слободу, већ је на многим подручјима био изложен геноциду огромних размера. То је резултовало устанком Српског народа који је захватио Србију 1941. године и био резултат деловања два, по много чему, супротстављена покрета. Двојност оружаних формација, команди, позадинских јединица и уопште власти долазила је до изражаја на сваком кораку. На једној страни је био покрет Драже Михаиловића који није признавао акт капитулације али се, истовремено, прибојавао социјалних немира, превратничких тежњи и промене друштвеног система у ратним годинама. Насупрот њему стајао је монолитан, снажан, кадровски добро организован и вођен револуцинарни покрет.
У таквим условима требало је организовати здравствену заштиту становништва и санитетско обезбеђење борбених дејстава јединица ЈВуО, посебно у оним деловима Србије, у коме је остварен већи утицај Четника а мање изражена доминација Немаца.

### Предуслови од значаја за оснивање и рад санитетске службе
Нова реорганизација ЈВуО из 1943. извршена је на територијалној основи. Војне јединице биле су, директно, у облику пирамиде, повезане са селом, општином и срезом. Оперативне јединице биле су јединице под оружјем: илегални — шумски осредњи, организовани у чете, батаљоне бригаде и корпусе. На сваком срезу била је једна бригада. Организација територијалних јединица такође је вршена по срезовима. Од величина среза и насеља зависила и и територијална величина чете. Њихови основни задаци били су одржавање мира и реда у срезу, а у тренутку општег устанка, уништавање комуникација, техничких објеката, ометање саобраћаја.
ЈВуО била је национална, тачније сељачка војска. Активни састав себе је сматрао војницима Краљевине Југославије и није се идентификовао са „четницима”, док се мобилисано људство опет није поистовећивао са професионалним војницима, па су честа била дезертерства, посебно кад се ишло у борбу или дужи боравак ван родног краја. Ипак, реч „четници” за ЈВУО остала је укорењена у народу и постала је симбол њиховог препознавања.
Међитим и поред реорганизације војске у јединицама ЈВуО и даље је било много проблема који су између осталог утицали и на рад санитетске службе. Тачније снага Југословенске војске у Отаџбини, па и њене позадинаке службе зависила је од два елемента: старешинског кадра и наоружања. Као иу другим герилским покретима пре и током Другог светског рата, командно особље је било дифузно. Поред изузетно способних герилаца, било је и недовољно обучених команданата који нису могли ући у компликован рат. Посебну групу чинили су и они који су рат схватали као приватну ствар, своје одреде као телесну заштиту, а територију којом су командовали као лични посед.

### Организациони проблеми санитетске службе ЈВуО у моменту њеног оснивања
Како је Други светски рат одмицао потребе за санитетским збрињавањем рањеника и болесника и санитетским снабдевањем лековима и другим санитетским материјалом биле су све веће. Стање најбоље илуструју ова три примера:
- Пример са санитетским материјалом, који је речито одсликао командант Лазаревачке бригаде: Газе немам, фате, немам, алкохола немам, кинина немам, аспирина немам, ранац за санитет празан — имам![3]
- Пример са лошом хигијеном која све време рата није била на одговарајућем нивоу. Пошто су многи активни борци носили браде и дуже косе, одлучивши да се не брију и не шишају све док Југославија не буде ослобођена, поштујући православну традицију и изражавајући своју жалост због окупације, добијали су уобичајене, већ поменуте, ратне другове. У Ваљевском корпусу, како је забележио М. Радосављевић, људство се "сасвим нечисто држи, хигијена уопште не постоји, вашке су разонода појединаца, веш се опште не пере, нити пресвлачи, а одело је из дана у дан све поцепаније и прљавије.[4]
- Војници нису поседовали адекватну здравствену и физичку спремност, а јединице ЈВуО, нити су имали одговарајуће справе за обуку нити се обука изводила адекватно, а класични састав није вршио физичку припрему.

Велики проблем за организацију санитетске службе и организацију здравстве заштите Врховне команде ЈВуО представљала је дисперзија јединица на простору Југославије и бројно стање људства. Према подацима америчког капетана Валтера Менсфилда, који је у Србији боравио од 18. августа 1943. до 15. фебруара 1944. године и посетио добар број јединица, снага ЈВуО је, како је њему приказано из према евиденцији Врховне команде било је: 57,440 војника под оружјем и 472,900 војних обвезника наведене у листама мобилизације. Ови подаци могу се узети као прилично тачна процена. Сем Менсфилд је сматрао да је ЈВуО само у централној Србији имао 35.000 људи под оружјем.
У таквим условима функционисање санитетске службе у јединицама ЈВуО могло се решити само уз добро уређене позадинске службе, што је и поред свих настојања Врховне команде у појединим јединицама или на појединим подручјима изостало.

### Санитетска служба у оквиру среза
По наређењу главног штаба у сваком срезу, на чијем простору се деловала јединице ЈВуО постављени су срески команданти, као и команданти по селима, општинама. За снадбевање јединица и санитета организоване су „сухопутне станице”. Поред војних органа стварани су и паралелни цивилни органи, Равногорски одбори, у оквиру којих су били и санитетски одбори, задужени за прукупљање лекова и санитетског материјала.
Срески командант је био у обавези да пружи сву неопходну помоћ команданту бригаде у свим пословима на организацији среза, али и да се стара о прикупљању санитетског материјала. Обавеза среског команданта била је и да обавља надзор и контролу рада управе болница, и активно учествовао у стварању услова за што бољи смештај и лечења болесника и рањеника.
Заједно са управником болнице и командантом „сухопутне станице”, срески командант је предвиђао и правио планове за евакуацију болница из већих насеља ако би она била изложена бомбардовању или другим дејствима сукобљених страна у рату, или уопште када ке то било потребно.

## Формација СнСл ЈВуО
| Јединица                                  | Кадровска структура |
| ----------------------------------------- | --- |
| Врховна команда — Горски штаб број 1      | - Командант позадине: пуковник Драгослав Павловић (до фебруара 1944), затим генерал Живорад Божић (умро у Модричи фебруара 1945). - Шеф Санитетског одељења: рез. санитетски капетан др Мило Јовановић, хирург из Пирота                                                                                                  |
| Опленачки корпус — Горски штаб 21А        | - Управник корпусне болнице: др Радмила Костић - Командант болнице: поручник Ратко Ковачевић - Шеф санитета: доктор фармације „Спада” Станишевски |
| Други равногорски корпус — Горски штаб 53 | - Шеф санитета: потпуковник др Витомир Говедаровић (до 31. октобра 1942, када је ухапшен од Гестапоа и отеран у Маутхаузен), затим др Теодосијевић - За Другу љубићку бригаду Другог равногорског корпуса био је задужен Рус, др Харун Далвеј Левингтон. Као болничарка у бригади била је и Косара Хаџић из околине Ниша. |
| Руднички корпус — Горски штаб 80          | - Корпусна болница: др Буљан Вељко (управник) |
| Колубарски корпус — Горски штаб 78        | - Корпусни лекар: др Марковић Рајко |
| Мачвански корпус — Горски штаб 85         | - Корпусни лекар: др Јовановић Александар (био у Босанској голготи) |
| Јастребачки корпус — Горски штаб 23/1     | - Корпусни санитет: др Ерић и др Момчило Савић |
| Нишавски корпус — Горски штаб 45          | - Корпусни лекар: апотекар Војислав Ранчић |
| Делиградски корпус — Горски штаб 61       | - Корпусна болница: капетан 1. кл. Др Стојнић Богомир (управник). |
| Тимочки корпус — Горски штаб 65           | - Корпусни лекари: др Милић Божа (страдао у Босанској голготи децембра 1944), др Радаковић Драгољуб |
| Никшићки корпус                           | - Лекар: санитетски помоћник Јефто Перишић. |
| Босанско-крајишки корпус                  | - Корпусни лекар: др Ђорђевић (послат од ВК новембра 1944) |
| Озренски корпус                           | - Корпусни лекар: др Мамонтов Никола |

### Улога и задаци среског референта — лекара
Медицинско особље и здравствене установе потчињене среском лекару
Среска команда у свом саставу у начелу је имала лекара, среског референта, коме је било потчињено:
- целокупно санитетско особље у срезу
- здравствене установе у срезу,
- лекари и апотекари,
- среске болнице и др.

Срески лекар је био уобавези да:
- Врши сузбијање заразних болести код војске и цивилног становништва. Према упутству из 1942. године лекар је предузимао и вакцинацију против појаве заразних болести. Тако је нпр. 21. јуна 1944. године извршена вакцинација против трбушног тифуса 400 војника, у амбуланти код школе у селу Горачићи. Из 1. батаљона 113 војника, 2. батаљона -113, 3. батаљона — 112, штабне чете и омладинаца — 62.[7]
- Одређује лекаре за лечење становништва, и врши њихов распоред,
- Снадбева јединице и установе са санитетским материјалом,
- „Наређује и настоји да се према заробљеним, болесним и рањеним болесницима поступа у духу Женевске Конвенције.”
- На својој територији врши попис целокупног санитетског материјала и лекова по апотекама.

Лекови у срезу могли су се издавати само на рецепт лекара, бесплатно. У противном следиле су најстрожије казне.
Поред обуке болничара, лекар бригаде имао је и обавезу да води спискове „свих до сада изгинулих и рањених наших бораца, као и оних који су умрли или физички онеспособљени на ма који начин док су били под оружјем.” Требало је да спискови „послуже доцније за давање признања и обезбеђења породицама од стране државе.”
Сухопутне станице и болнице
Снадбевање војске и санитетске службе ЈВуО вршено је преко „сухопутних станица”. Свака сухопутна станица требало је да има болницу, амбуланту, дезинфекциони апарат и по могућству више лекара. Лекари би указивали помоћ рањеницима и болеснима у амбуланти, а теже „пролазеће” рањенике и болеснике пребацивали би у среске болнице.
Требало је да болнице имају најмање једног хирурга, његовог асистента и лекара за унутрашње и заразне болести. Зграда болнице би била у ранијим цивилним и војним болницама. Лекари у болницима сматрали су се „милитаризованима” и њихова је била дужност да оперишу и лече сва војна и цивилна лица, која им се упуте у болницу. Били су потчињени среском референту, а у дисциплинком среском команданту.
Присуство већих окупаторских једница на терену у појединим срезовима често је онемогућавао потпуну организацију санитетске и позадинске службе. На том простору лекари су по потреби довођени илегално из болница на терен.
Међутим, нису све јединице имале лекаре. Као узрок недостатка стручног особља су и чести прогони окупатора, који је хапсио и спроводио лекаре, симпатизере равногорског покрета, у логоре.
| „ | На јесен 1942. године у логор Бањица спроведени су др Владимир Поповић, активни санитетски капетан I класе, др Витомир Говедаровић и апотекар Чедомир Јовановић. Санитетски мајор Драгољуб Спасић, из Горњег Милановца, стрељан је 26. децембра 1942. у логору Бањица. У току 1943. године у Крушевцу је ухапшен др Душан Мушкатировић и спроведен у Немачку. | ” |

### Санитетско снабдевање у ЈВуО
Поред стручног особља, санитету ЈВуО недостајало је и санитетског материјала, лекова, хируршких инструмената, апарата за дезинфекцију. Као анестетик често је коришћена „домаћа препеченица”, љута ракија.
Импровизације су било једино што је остало, јер су Немци блокирали приступе у регуларне болнице.
Недостатак санитетског материјала надокнађиван је препадом на немачке железничке композиције, али и из оборених авиона савезника. Како је рат одмицао потребе за лековима су биле све веће. Због тога је за потребе ЈВуО направљена илегална Хемијска лабораторија за израду лекова и хемикалија.
Како би се поправило санитетско снабдевање, генерал Драгољуб Михаиловић је 17. августа 1944. наредио да се за потребе Хемијске лабораторије започне акција прикупљања лековитог биља од кога се „производио јод, дигиталис, ванерија и др. лекови који се данас тешко или готово никако не могу наћи.” Наредбом је дато упутство које биље да се прикупља и како да се са њим поступа.
Корен од слеза, корен од љубичице, корен од јагорчевине, корен од одољења, корен од мацине траве и корен од валеријане. Корење по ископавању, треба опрати а затим на сунцу 2-3 дана просушити, да се не би уплеснивило а затим доставити на прераду.
На терену у појединим срезовима акција прукупљања биља организована је преко школа и сухопутних станица. Прикупљено биље је предавано магационеру сухопутне станице у Гучи Арону Радосављевићу, који је даље достављао Шефу санитета ЈВуО мајору др Јанковићу.
Локација лабораторије није утврђена, али се претпоставља да је била у драгачевском срезу, у болници, јер је у њега упућен хирург Војислав Лаловић „са специјалним задатком.”
Рад лекара у регрутним комисијама
Лекари ЈВуО били су и чланови регрутних комисија, у којима су били задужени за давање стручног мишљења о здравстеном стању и способностима обвезника.
При крају рата, током лета 1944, извршена је регрутација рођених младића од 1920. до 1926. године. Команда Првог равногорског корпуса је 24. августа 1944. године у том циљу оформила сталну регрутну комисију од шест чланова са седиштем у Такову. За председника комисије постављен је пешадијски капетан II класе Десимир Петровић, а за чланове: потпоручник Миломир Недељковић, Тадисав Бојовић из Такова, Раденко Симовић из Прањана, референт санитета Првог корпуса др Стаматовић и др Некора, лекар из Такова.